# Ichneumon acourti
Ichneumon acourti es una especie de insecto del género Ichneumon de la familia Ichneumonidae del orden Hymenoptera.
 Fue descrit por Cockerell en 1921.